# Mike O’Rourke (lekkoatleta)
Mike O’Rourke (właśc. Michael David O’Rourke; ur. 25 sierpnia 1955 w Croydon) – nowozelandzki lekkoatleta, który specjalizował się w rzucie oszczepem.
W 1984 bez powodzenia brał udział w igrzyskach olimpijskich w Los Angeles. Dwa razy zdobywał medale igrzysk Wspólnoty Narodów – srebro w 1978 oraz złoto w 1982. Ośmiokrotny mistrz Nowej Zelandii. Pięciokrotny rekordzista kraju. Rekord życiowy: 90,58 (22 stycznia 1983, Auckland).